# Champniers-et-Reilhac
Champniers-et-Reilhac – miejscowość i gmina we Francji, w regionie Nowa Akwitania, w departamencie Dordogne.
Według danych na rok 1990 gminę zamieszkiwały 544 osoby, a gęstość zaludnienia wynosiła 27 osób/km² (wśród 2290 gmin Akwitanii Champniers-et-Reilhac plasuje się na 680. miejscu pod względem liczby ludności, natomiast pod względem powierzchni na miejscu 523.).